# 卡夫林
卡夫林是非洲國家塞內加爾西部的城市，由卡夫林區負責管轄，距離考拉克約50公里，海拔高度15米，主要經濟活動有種植花生和貿易，2007年人口28,396。
14°07′N 15°42′W / 14.117°N 15.700°W